# C3H5Br
化学式C3H5Br的化合物（摩尔质量：120.977 g/mol）可以指：
- 1-溴丙烯（丙烯基溴），CAS号：590-14-7
- 2-溴丙烯，CAS号：557-93-7
- 烯丙基溴（3-溴丙烯），CAS号：106-95-6
- 溴环丙烷（环丙基溴），CAS号：4333-56-6

|  | 这个同类索引页列出了具有相同分子式的化学物（即同分異構體）条目。 除非您是有意链接至本页，否则应将相应条目的内部链接指向正确的条目。 |